# Tsuneharu Takeda
Tsuneharu Takeda (竹田 恒治, Takeda Tsuneharu), né le 3 août 1944 est un prince impérial japonais né à Shinkyo, alors capitale du Mandchoukuo.

## Biographie
Takeda est le deuxième fils de l'ancien prince Tsuneyoshi Takeda (1909–1992), deuxième chef de la branche collatérale Takeda-no-miya de la famille impériale du Japon. Sa mère est l'ancienne princesse Sanjō Mitsuko. Au moment de sa naissance, il est appelé prince mais à l'âge de trois ans en 1947, lorsque toutes les branches collatérales de la famille impériale sont supprimées par les autorités américaines d'occupation, il est ravalé au rang de roturier.  
Diplômé de l'université Keiō, Takeda excelle en sports dont le rugby et le hockey sur glace. Il épouse la fille de Shigeru Okada, président des grands magasins Mitsukoshi peu après la fin de ses études. Le couple a deux enfants.
Takeda travaille pour la société générale de commerce Itochu de 1967 à 2005 puis est président de Chuo Setsubi Engineering, une entreprise de transformation alimentaire, de 2005 à 2007.
À partir du 7 août 2007, Takeda est ambassadeur japonais et ministre plénipotentiaire en Bulgarie.

## Source de la traduction
- (en) Cet article est partiellement ou en totalité issu de l’article de Wikipédia en anglais intitulé « Tsuneharu Takeda » (voir la liste des auteurs).